# Rustam Valiulin
Rustam Abdelsamatavich Valiulin –en bielorruso, Рустам Абдэлсаматавіч Валіулін– (Ulianovsk, 24 de junio de 1976) es un deportista bielorruso que compitió en biatlón. Ganó dos medallas en el Campeonato Mundial de Biatlón, plata en 2008 y bronce en 2003, y cinco medallas en el Campeonato Europeo de Biatlón entre los años 1999 y 2007.

## Palmarés internacional
| Campeonato Mundial | Campeonato Mundial     | Campeonato Mundial | Campeonato Mundial |
| Año                | Lugar                  | Medalla            | Prueba             |
| ------------------ | ---------------------- | ------------------ | ------------------ |
| 2003               | Janty-Mansisk (Rusia)  | Medalla de bronce  | Relevos            |
| 2008               | Östersund (Suecia)     | Medalla de plata   | Relevo mixto       |
| Campeonato Europeo |                        |                    |                    |
| Año                | Lugar                  | Medalla            | Prueba             |
| 1999               | Izhevsk (Rusia)        | Medalla de bronce  | Velocidad          |
| 1999               | Izhevsk (Rusia)        | Medalla de bronce  | Relevos            |
| 2003               | Forni Avoltri (Italia) | Medalla de bronce  | Relevos            |
| 2006               | Langdorf (Alemania)    | Medalla de oro     | Relevos            |
| 2007               | Bansko (Bulgaria)      | Medalla de bronce  | Relevos            |